# Krajina ekspres
Krajina ekspres je ime za oklopni vlak kojeg je izgradila Vojska RSK 1991. Vlak je posada uništila 1995. godine prilikom povlačenja vojske RSK prema Bosni. Ovaj oklopni vlak nastao je zavarivanjem željeznih ploča na vagone i lokomotivu. Od naoružanja imao je sljedeće:
- protuavionske topove Bofors od 20mm i 40mm
- raketne lansere
- minobacače
- lansere za nevođene rakete od 57mm
- oklopno vozilo M18 Hellcat

## Vanjske poveznice
- (sr) Oklopni vlak "Krajina ekspres"
- (sr) Krajina ekspres - reportaža RTP - Prvi dio
- (sr) Krajina ekspres - reportaža RTP - Drugi dio
- Televizija Srbija (RTS): Čudesni Voz kojem ne trebaju šine
- Gradačac voz 1
- Gradačac voz 2
- Gradačac voz 3